# Диксон, Род
Ро́дни Фи́ллип Ди́ксон (англ. Rodney Phillip Dixon; род. 13 июля 1950, Нельсон) — новозеландский легкоатлет, специалист по бегу на средние и длинные дистанции, кросс-кантри и марафону. Выступал на крупных международных соревнованиях в период 1972—1986 годов, бронзовый призёр летних Олимпийских игр в Мюнхене, победитель Нью-Йоркского марафона, обладатель трёх бронзовых медалей кроссовых чемпионатов мира, многократный победитель и призёр первенств национального значения в различных беговых дисциплинах.

## Биография
Род Диксон родился 13 июля 1950 года в Нельсоне, Новая Зеландия.
Первого серьёзного успеха на международном уровне добился в сезоне 1972 года, когда вошёл в основной состав новозеландской национальной сборной и побывал на летних Олимпийских играх в Мюнхене, откуда привёз награду бронзового достоинства, выигранную в беге на 1500 метров — в финале уступил только финну Пекке Васале и кенийцу Кипчоге Кейно.
В 1973 году выступил на кроссовом чемпионате мира в Варегеме, где стал бронзовым призёром сразу в двух зачётах: личном и командном.
Представлял Новую Зеландию на домашних Играх Содружества 1974 года в Крайстчерче, занял на дистанции 1500 метров четвёртое место, немного не дотянув до призовых позиций. Забег получился очень зрелищным и драматичным, Диксон показал очень хороший результат 3:33,89, установил свой личный рекорд и чуть более полутора секунд не достал до мирового рекорда главного фаворита соревнований Бена Джипчо, однако бежавшие впереди Филберт Бэйи и Джон Уокер финишировали ещё лучше, оба превзошли мировой рекорд.
В 1976 году Диксон отправился представлять страну на Олимпийских играх в Монреале и занял четвёртое место в беге на 5000 метров. Этот забег также был весьма драматичным, в финале новозеландский спортсмен уверенно бежал третьим позади финна Лассе Вирена и своего соотечественника Дика Квакса, однако в самый последний момент находившийся сзади немец Клаус-Петер Хильденбранд стремительно догнал его и на финише привёз ему 0,12 секунды. При этом до первого места Диксону не хватило всего 0,74 секунды — впоследствии он очень сильно переживал из-за этого поражения.
После монреальской Олимпиады Род Диксон остался в составе легкоатлетической команды Новой Зеландии и продолжил принимать участие в крупнейших международных стартах. Так, в 1978 году он бежал 1500 и 5000 метров на Играх Содружества в Эдмонтоне, здесь ему вновь не повезло — прямо перед финалом у него пропала сумка с вещами, ему пришлось бежать в чужих шиповках, и из-за этого недоразумения он показал на финише лишь восьмой результат. Рассматривался в числе основных кандидатов на участие в Олимпийских играх в Москве, однако Новая Зеландия вместе с несколькими другими западными странами бойкотировала эти соревнования по политическим причинам.
Начиная с 1980 года Диксон регулярно принимал участие в различных забегах по шоссе, в частности дважды подряд одержал победу на Филадельфийском полумарафоне.
В 1982 году стал бронзовым призёром чемпионата мира по кросс-кантри в Риме, проиграв в личном зачёте только эфиопу Мохамеду Кедиру и американцу Альберто Салазару. Выиграл забег на 12 км Bay to Breakers в Сан-Франциско и пробежал Оклендский марафон, показав довольно хорошее время 2:11:21 для дебютанта в марафонской дисциплине.
Весь сезон 1983 года Диксон посвятил подготовке к Нью-Йоркскому марафону и в итоге стал победителем этого престижнейшего забега, установив свой личный рекорд 2:08:59.
На волне успеха прошёл отбор на Олимпийские игры 1984 года в Лос-Анджелесе, где закрыл в марафонском беге десятку сильнейших. 
В 1985 году вновь бежал Нью-Йоркский марафон, на этот раз нёс на голове шлем с видеокамерой и по этой причине не показал высокого результата.
Последний раз показал сколько-нибудь значимый результат на международной арене в сезоне 1986 года, когда занял третье место на Лос-Анджелесском марафоне.
Завершив спортивную карьеру, занимался тренерской и организаторской деятельностью, работал страховым инспектором в частной компании.